# Azaria
Azaria (Ebraică: עֻזִּיָּהוּ), numit și Ozia (A doua Carte a Cronicilor 26:1), a fost un rege în Iuda, unul dintre fii lui Amasia și al Iecolei. El a domnit 52 de ani: 783 î.Hr. - 742 î.Hr. (Albright), 767 î.Hr. - 740 î.Hr. (Thiele) sau 788 î.Hr. - 736 î.Hr. (Galil).

## Domnie
Azaria a devenit rege la vârsta de șaisprezece ani, după ce tatăl său a fost asasinat în Lachiș. El a zidit Elatul și a dărâmat zidurile cetăților Gat, Iabne și Așdod, în luptă cu filistenii. De asemenea s-a luptat cu filistenii și arabii din Gur-Baal și cu meuniții, iar ammoniții i-au devenit vasali. Ierusalimul a fost fortificat și i-au fost puse turnuri în vremea sa (II Cronici 26:1-9). Azaria a încurajat de asemenea și agricultura (II Cronici 26:10).
Azaria a reorganizat armata. Biblia spune că în timpul lui armata permanentă era de 37.500 de ostași, care erau conduși de 2600 de capi de familie. Pe comandatul armatei din acea vreme îl chema Hanania. Aceste date au fost scrise de către scribul Ieiel și judecătorul Maasia. Armata era dotată cu scuturi, sulițe, coifuri și platoșe, arcuri și pietre de praștie, precum și cu mașini de asediu: catapulte, baliste, etc. (II Cronici 26:11-15).
Azaria s-a îmbolnăvit de lepră, după ce a tămâiat în Templul Domnului (Templul din Ierusalim; II Cronici 26:16-21). După îmbolnăvirea sa, fiul său Ioatam/Iotam s-a ocupat de treburile statului, ca regent.
În timpul lui Azaria a trăit profetul Isaia, fiul lui Amos, fratele lui Azaria. George Syncellus a scris că prima Olimpiadă a avut loc în al 48-lea an al domniei lui Azaria.
Azaria a fost înmormântat pe câmp, nu lângă strămoșii săi, pentru că a fost lepros. Fiul său Ioatam / Iotam a devenit rege în locul său.
1. 1 2   https://www.geni.com/people/Uzziah-9th-King-of-Judah/6000000000961704508 Lipsește sau este vid: |title= (ajutor)
2. ↑  5, Cartea a patra a Regilor
3. ↑  1, Cartea a doua Paralipomena
4. ↑  3, Cartea a doua Paralipomena
5. ↑  21, 2 Chronicles 26[*]
6. ↑   https://bibleinterp.arizona.edu/articles/2008/12/isb288001 Lipsește sau este vid: |title= (ajutor)